# Andalita
Andalita es una raza alienígena en el universo de ficción creado por K.A. Applegate en sus libros Animorphs. Poseen una tecnología muy desarrollada que, entre otras cosas, les permite viajar a velocidades superiores a la de la luz y transformarse en animales. Los andalitas se consideran los enemigos por antonomasia de los yeerks.

## Apariencia
Los andalitas presentan un cuerpo de ciervo con torso humano, pareciendo así un centauro delgado. Su pelaje es azul.
Lo más significativo en el cuerpo andalita es su cola, que asemeja a la de un escorpión. En vez de aguijón, esa cola está culminada por una hoja extremadamente cortante que se usa como arma ofensiva.
No tienen boca ni nariz, esta última la sustituyen por unas fisuras verticales. Los andalitas poseen dos pares de ojos, unos en el lugar donde un humano tendría los suyos y otro par móviles, encima de unas antenas, como si fuera un caracol.
Curioso también es como se las arreglan para comer y beber ya que no tienen boca. Lo hacen por sus pezuñas, del modo que si quieren beber introducen una de sus pezuñas en el agua y la absorben, lo mismo con la comida, mientras corren aplastan la hierba y absorben los nutrientes de la hirba machacada por las pezuñas.
- Datos: Q2846066